# Bycza Górka
Bycza Górka (ok. 511 m) – wzniesienie w Beskidzie Andrychowskim (wschodnia część Beskidu Małego). Znajduje się u północno-wschodnich podnóży Jawornicy, w granicach miasta Andrychów w województwie małopolskim, w powiecie wadowickim.
Bycza Górka jest porośnięta lasem. Jest zwieńczeniem wydłużonego wzniesienia opływanego przez dwa potoki uchodzące do Bolęcinianki. U jej zachodniego podnóża znajduje się osiedle Nawieśnica, u południowego Skupniówka.